# Aleksandrinec
Aleksandrinec je verz z dvanajstimi zlogi, razdeljen s središčno cezuro ali zarezo po 6.zlogu. Z romantiko se je v Franciji uveljavila še možnost dvojne cezure po 4. in 8. zlogu. Nastal je v Franciji, ime pa je dobil po Romanu o Aleksandru, ki je nastal proti koncu 12. stoletja. V 16. stoletju je aleksandrinec postal osrednji francoski verz. Aleksandrinec se v francoski literarni vedi imenuje tudi dimeter. Ta izraz poudarja prisotnost dveh polstihov.

## Metrična zgradba francoskega aleksandrinca
Francoski aleksandrinec ima dva stalna naglasa: pred središčno cezuro in na koncu verza. Vsi drugi naglasi lahko zasedejo katerokoli mesto. Francoski aleksandrinec je namreč silabičen in se na naglase bolj malo ozira. Rima pa povezuje po dva zaporedna verza.
V francoščini so vse besede naglašene na zadnjem zlogu, kar lahko privede do ritmične monotonije. Da bi se izognili temu, so Francozi uvedli pravilo obvezne menjave moškega in ženskega verza. Moški verzi so tisti, ki se končajo z moško rimo (naglas na zadnjem zlogu besede), ženski verzi pa so tisti, ki se končajo z žensko rimo (naglas na predzadnjem zlogu besede ali pri Francozih besede, ki se končajo s t. i. nemim e). Ta zakon velja tudi za aleksandrinec. Pri zgodnjem aleksandrincu je značilna močna cezura, ki funkcionira skoraj kot pavza in deli verz na dva polstiha. Čeprav je bila cezura med polstihoma šibkejša kakor pavza na koncu verza, je le-ta dajala tako moč polstihoma, da sta bila skoraj enako močna kot celoten verz. Zato sta se oba polstiha lahko končala z nemim e, ki je bil nenaglašen. Ta zlog se je izgovarjal, ni pa prišel v poštev za štetje zlogov, kar je omogočalo, da je imel aleksandrinec še vedno 12 zlogov, čeprav jih je v resnici lahko imel več. V razvoju francoske poezije, se je cezura oslabila: izgubila je značaj pavze, ohranila pa je značaj nekakšne zareze.

## Razvoj aleksandrinca v Franciji
Literarna teorija je določila začetek aleksandrinca z Romanom o Aleksandru, čeprav se je ta oblika verza pojavljala že pred tem, na primer v Romanju Karla Velikega v Jeruzalem iz prve polovice 12.stoletja. Od 16. stoletja, ko so ga začeli uporabljati pesniki pesniške skupine Plejada, velja aleksandrinec za najvišji francoski verz, primeren za epsko in dramsko poezijo. 
V romantiki je aleksandrinec izgubil središčno cezuro, katero sta zamenjali dve cezuri po 4. in 8. zlogu. Aleksandrinec se je tako razdelil na 3 dele s 3 stalnimi naglasi. Nastal je trimeter oziroma tridelni aleksandrinec. Izum tega aleksandrinca pripisujejo Victorju Hugoju, čeprav ga najdemo tudi pred tem, recimo pri La Fontainu ali Racinu. Ampak te trimetre je bilo možno brati tudi na klasičen način, kot dimetre oziroma kot aleksandrince s središčno cezuro:
Ah! si mon coeur / osait encor / se renflammer!
Ah! si mon coeur osait  / encor se renflammer!
Naslednja stopnja razvoja aleksandrinca so spremembe, ki jih je vpeljal Baudelaire. Baudelaire je v njegovih aleksandrincih rušil klasično-romantična pravila. Čeprav je popolnoma obvladal rabo cezur in vseh pravil, je imel tendenco po sprostitvi verza. Uporabljal je trimetre, dimetre, enjambemente in rejete ter vse to skupaj kombiniral in aleksandrincu dal nov ritem.  
Verlaine je aleksandrinec še bolj moderniziral. Pred cezuro, kjer bi moral stati stalni naglas, je postavljal nenaglašene zloge, kar je literarna veda poimenovala “verlainovska cezura”. Začetniki moderne lirike so razumeli, da je treba aleksandrinec uporabljati previdno, z distanco. Aleksandrinec so še vedno uporabljali, vendar so ga na primer delili v dve ali več vrstic, ki pa so skupaj štele 12 zlogov. Ta postopek je rad uporabljal Mallarmé, čeprav je to že poznala francoska dramska klasika. Po Mallarméju se je zgledoval tudi Paul Valéry, ki velja skupaj z Mallarméjem za zadnjega francoskega mojstra klasičnih pesniških oblik. 
Mnogi avtorji so uporabljali aleksandrinec tudi v 20.stoletju, čeprav na način parodije in ironije, kar kaže na to, da je aleksandrinec izčrpan in da ne zmore več izražati duha današnje dobe. 

## Aleksandrinec pri Slovencih
Slovenski jezik ima drugačno verzifikacijo od francoščine. Medtem ko je francoski verz silabičen, je slovenski pretežno silabotoničen, kjer si v enakem zaporedju sledijo naglašeni in nenaglašeni zlogi. Aleksandrinec v slovenščini torej ne bo silabičen, ampak jambski ali trohejski dvanajst zložni verz. Pri jambu so naglasi na sodih zlogih (2. , 4. , 6. , 8. , 10.  in 12.), kar omogoča uporabo izvirne strukture, ki zapoveduje naglas na 6. in 12. zlogu. Jambski dvanajst zložni verz bo torej imel moško rimo, trohejski dvanajst zložni verz pa žensko. Francoski aleksandrinec pa predpisuje menjavo moške in ženske rime. Da bi se držali tega pravila, se število zlogov v slovenskem aleksandrincu spremeni: v jambskem bomo imeli 12 in 13 zlogov, v trohejskem, ki ima naglase na lihih zlogih, pa celo 11 ali 12 zlogov. 
Prvi aleksandrinci so se v slovenski literaturi pojavili v Pisanicah. Gre predvsem za pesmi Janeza Damascena Deva, ki je prevzel ritmična pravila nemškega aleksandrinca. Gre za 12 in 13 zložne jambske verze s cezuro po 6 zlogu.
Metrična shema aleksandrinca je: U - U - U - / U - U - U - (U) 
Primer Devovega aleksandrinca je pesem Krajnska dužela želi tudi svoj dikcijonarjum imeti.
Lubíčki téh modríc, / katíre sém rodíla, 
katíre márnu sém / jest z bélo sladnostjó  
dojíla, ktíre sém  / s trudnó rokó redíla,
zredíla túdi gór / ne z nižejší častjó,
Dev je dvanajsterce in trinajsterce kombiniral na dva načina:
- 13 - 13 - 12 - 12 (t. i. junaški aleksandrinec)

- 13 - 12 - 13 - 12

Junaški aleksandrinec je najbolj uporabljena oblika aleksandrinca ne samo pri Devu, ampak tudi pri Francozih in Nemcih. Primer “junaškega aleksandrinca” je Devova pesem Vesele krajnskeh Modric na prihod njeh Belina iz 2.zvezka Pisanic:
» Nevšečna noč je preč. / Temé morjo bejžati,
mlad dan respoče se, / nebu začne smejati
vesêle jasnu nam: / danica se sviti,
vse, kar je blu mrtvú, / na novo oživi. «  
Sam Dev je vedno manj uporabljal aleksandrince: v prvem zvezku pisanic so vsi Devovi verzi aleksandrinci, v drugem jih je približno polovica, v tretjem pa le še četrtina.
Po Pisanicah dobimo aleksandrinca le še pri Prešernu. Pri Prešernu se aleksandrinec pojavlja le v nekaterih Zabavljivih napisih: v epigramih Pred pevcu, potlej homeopatu, Glosatorju ter v uvodnem distihu Zabavljivih napisov.
»Naj misli, kogar bi puščice te zadele, 
da na visoki vrh leté iz néba strele.« 
Aleksandrinec se v slovenski poeziji ni prijel, po Prešernu se namreč ni več pojavil v slovenski izvirni poeziji. Pojavlja pa se v prevodni literaturi, predvsem francoske poezije in dramatike (Racine, Corneille, Moliere). Ritmične težave, omenjene v prejšnjem poglavju, pa so prevajalci rešili na 3 načine:
- uporabljali so t. i. pisaniški aleksandrinec, ki sledi shemi aleksandrincev, prisotnih v Pisanicah, primer tega je Vodušekov prevod Baudelairove pesmi Slepci,
- aleksandrince so nadomeščali z jambskim enajstercem, primer tega je Župančičev prevod Rostandovega Cyranoja,
- v zadnjem času se pojavlja nadomeščanje s trohejskim aleksandrincem. Primer takega prevoda je Mozetičev prevod Rimbaudovega soneta Spalec v dolini.

## Aleksandrinec v nekaterih drugih jezikih
Ostali romanski jeziki, poleg naglasa na zadnjem zlogu, poznajo še naglas na predzadnjem in predpredzadnjem zlogu. Zato je število zlogov aleksandrinca različno od francoskega, kajti v tem primeru niha med 12 in 16.  
Španski aleksandrinec (ali po špansko alejandrino) temelji na dveh ritmih - trohejskem in daktilskem. Včasih je možna tudi mešanica obeh. Pri trohejskem so torej naglašeni 2. , 4. in 6. zlog vsakega polstiha, pri daktilskem pa sta naglašena 3. in 6. zlog vsakega polstiha. Pri mešanici pa sta naglašena 1. in 6. ter 3. ali 4. zlog vsakega polstiha. V Španiji aleksandrinec začasno tone v pozabo v 16.stoletju, obudijo pa ga tik pred 19.stoletjem. Aleksandrinec tukaj “preživi” revolucijo moderne, kar se v drugih jezikih ni zgodilo. Aleksandrinec se je uveljavil kot eden najvažnejših verzov španske moderne. 
Angleška literatura je sprejela aleksandrinec kot sestavni del spenserske kitice. To kitico je izumil Edmund Spencer, zgledoval pa se je po italijanski ottavi rimi (stanzi). Spenserska kitica je sestavljena iz jambskih vrstic: prvih osem so jambski deseterci, zadnja, 9.vrstica pa je ali aleksandrinec. Zadnja vrstica je večkrat tudi vizualno ločena od ostalih.
Aleksandrinec je po srednjem veku dosegel tudi nemška tla, v obdobju, ko so skušali nemški verz prilagodili tujejezičnim pesniškim oblikam in verzom.
Nemci so aleksandrinec prevzeli iz francoske in nizozemske kulture v 17.stoletju. Čeprav aleksandrinec izvorno ni nemški verz, je ta postal glavno izrazno sredstvo nemških pesnikov z obdobja baroka in razsvetljenstva. Nemški aleksandrinec sloni na jambu, kar omogoča spoštovanje vseh pravil, od središčne cezure do menjave moške in ženske rime. Ker nemščina ne pozna nemega e-ja, ina ženski nemški aleksandrinec 13 zlogov, moški pa točno 12.